# Limbo (série de televisão de 2022)
Limbo é uma série televisão via streaming de drama argentina produzida pela Pampa Films e Gloriamundi Producciones para a The Walt Disney Company. O enredo segue a história de três irmãos que devem assumir o comando da empresa deixada para eles por seu falecido pai, iniciando assim uma luta pelo poder. Será estrelado por Clara Lago, Mike Amigorena, Esteban Pérez, Rebeca Roldán, Geena Love, Andrés Gil, Enrique Piñeyro, Michel Noher e Andrea Frigerio. Em 9 de outubro de 2021, foi anunciado que a série seria renovada para uma segunda temporada. A série estrou em 28 de agosto de 2022.

## Sinopse
Após a morte de seu pai, três irmãos (Clara Lago, Mike Amigorena e Esteban Pérez) devem gerenciar a empresa de cosmetologia que ele os deixou e devem trabalhar juntos para manter o império e o legado que seu falecido pai construiu, mas eles também devem enfrentar às ambições de cada um, pelas quais colocarão à prova a sua relação de irmãos numa luta pelo poder da empresa.

## Elenco

### Principal
- Clara Lago como Sofía Castelló, filha mais nova de Francisco e chefe da empresa Aiz[5]
- Mike Amigorena como Ignacio Castelló, filho mais velho de Francisco e novo presidente da empresa Castelló[5]
- Esteban Pérez como Andrés Castelló, segundo filho de Francisco e empresário[5]
- Rebeca Roldán como Estefanía Thierreux, melhor amiga de Sofia[5]
- Geena Love como Perla, amiga trans de Sofía[5]
- Andrés Gil como Marcos, melhor amigo surdo de Sofía e modelo[5]
- Enrique Piñeyro como Francisco Castelló, empresário milionário e pai falecido de Sofía, Ignacio e Andrés[5]
- Michel Noher como Martín, amante de Sofía e professora da Fundação Castelló para crianças surdas[5]
- Andrea Frigerio como Lucrecia Aiz, ex-amante de Francisco e dono do pequeno negócio que ele comprou[5]

### Recorrente
- Carola Reyna como Helena, falecida mãe de Sofía, Ignacio e Andrés
- Claudio da Passano como Antonio García, parceiro de confiança de Francisco
- Olivia Viggiano como Soledad, arquiteta e esposa de Andrés[5]
- Azul Dattas como Sofía aos 12 anos
  - Dulce Wagner como Sofía aos 8 anos
- Alan Madanes como Francisco adolescente
- Juan Cottet como Andrés adolescente
- José Emanuel Espeche como Manuel, motorista de Sofia
- Lina De Simone como Estela, governanta da família Castelló

### Participações
- Alexia Moyano como Delfina, esposa de Ignacio
- Teresa Calandra como Esmeralda Hamilton, amiga de Francisco
- Teo Gutiérrez como Segundo Castelló, primeiro filho de Ignacio e Delfina
- Valentín Salaverry como Cruz Castelló, segundo filho de Ignacio e Delfina
- Briano Merlo como Benjamín Castelló, terceiro filho de Ignacio e Delfina
- Aldo Pastur como Eduardo Santos, jornalista inimigo da família Castelló
- Leticia Brédice como Mercedes "Mecha" Bustos, modelo despedida da Castelló
- Chloé Bello como Edna Zulk, novo modelo russo da Castelló
- Carmen Maura como Alicia Castelló, mãe de Francisco.
- Pepe Cibrián Campoy como Henry Deman, empresário e amigo de Lucrécia.
- Abril Motta como Sofía aos 16 anos
- Paloma Domínguez como Estefanía aos 16 anos
- Leonor Manso como Sara, jardineira da família Castelló
- Melania Lenoir como Ania, arquiteta contratada por Sofía
- Belén Blanco como Laura, político e conselheiro de Sofía
- Léo Kildare Louback como Pedro Costa, acionista da empresa Castelló

## Episódios
| N.º                                                                                                  | Título                        | Dirigido por                       | Escrito por                                                                                                 | Lançamento             |
| --- | ----------------------------- | ---------------------------------- | --- | ---------------------- |
| 1 | "Volver" "Voltar"             | Agustina Macri e Fabiana Tiscornia | Margarita García Robayo, Ana Navajas, Nicolás Diodovich, Mariano Cohn, Javier van de Couter e Gastón Duprat | 28 de setembro de 2022 |
| Após a morte repentina de seu pai, Sofía se vê obrigada a desenterrar seus dramas familiares.        |                               |                                    | |                        |
| 2 | "Closing" "Encerrar"          | Agustina Macri e Fabiana Tiscornia | Javier van de Couter e Martín Vatenberg                                                                     | 28 de setembro de 2022 |
| Sofía encontra mais informações sobre Aiz, enquanto entra em rota de colisão com seus irmãos.        |                               |                                    | |                        |
| 3 | "Aiz"                         | Agustina Macri e Fabiana Tiscornia | Javier van de Couter e Martín Vatenberg                                                                     | 28 de setembro de 2022 |
| Para decifrar os últimos movimentos de seu pai, Sofía se reúne com Lucrecia nos escritórios de Aiz.  |                               |                                    | |                        |
| 4 | "Sou sou" "Sou Sou"           | Agustina Macri e Fabiana Tiscornia | Javier van de Couter e Martín Vatenberg                                                                     | 28 de setembro de 2022 |
| Sofía desenvolve uma proposta estética e um conceito para Aiz, com a ajuda de seus amigos.           |                               |                                    | |                        |
| 5 | "Madrid"                      | Agustina Macri e Fabiana Tiscornia | Javier van de Couter e Martín Vatenberg                                                                     | 28 de setembro de 2022 |
| Sofía passa os dias deprimida em seu apartamento em Madri e Lucrecia pede desculpas pela traição.    |                               |                                    | |                        |
| 6 | "Resurrección" "Ressurreição" | Agustina Macri e Fabiana Tiscornia | Javier van de Couter e Martín Vatenberg                                                                     | 28 de setembro de 2022 |
| Depois de uma viagem à fazenda da família, Sofía decide remodelar Aiz à sua maneira e sob novo nome. |                               |                                    | |                        |
| 7 | "Comunidad" "Comunidade"      | Agustina Macri e Fabiana Tiscornia | Javier van de Couter e Martín Vatenberg                                                                     | 28 de setembro de 2022 |
| Sofía trabalha intensamente no lançamento da Limbo. Ela tenta se destacar da empresa de seus irmãos. |                               |                                    | |                        |
| 8 | "Identidad" "Identidade"      | Agustina Macri e Fabiana Tiscornia | Javier van de Couter e Martín Vatenberg                                                                     | 28 de setembro de 2022 |
| O lançamento da Limbo é um sucesso, a mensagem é poderosa e de grande empatia emocional e social.    |                               |                                    | |                        |
| 9 | "Billonaria" "Bilionária"     | Agustina Macri e Fabiana Tiscornia | Javier van de Couter e Martín Vatenberg                                                                     | 28 de setembro de 2022 |
| Andrés trai seus irmãos e vende todas as suas ações. A família Castelló perde o poder da empresa.    |                               |                                    | |                        |
| 10                                                                                                   | "Después" "Depois"            | Agustina Macri e Fabiana Tiscornia | Javier van de Couter e Martín Vatenberg                                                                     | 28 de setembro de 2022 |
| Sofía, Andrés e Ignacio se separam para sempre de Castelló e casa um inicia seu próprio caminho.     |                               |                                    | |                        |

## Desenvolvimento

### Produção
No final de outubro de 2019, foi anunciado que a Pampa Filmes e a Gloriamundi Producciones ficariam a cargo da produção de uma série chamada Limbo, que trataria de três irmãos que entram em conflito após terem herdado o comando do negócio da família e que estrearia na plataforma Disney+ para toda a América Latina. Da mesma forma, foi relatado que Javier Van de Couter estaria encarregado de criar o roteiro da série, enquanto Mariano Cohn e Gastón Duprat seriam os responsáveis pelo delineamento dos personagens, bem como dirigir os episódios e assumir a área de produção. Em dezembro daquele ano, Amigorena revelou em entrevista que a série seria composta por 10 episódios. Em março de 2021, foi confirmado que a série seria vista através do catálogo do Star+, plataforma irmã da Disney, cujo conteúdo é voltado para a população adulta.

### Filmagens
Em 24 de novembro de 2020, foi noticiado que as gravações da série haviam começado na província de Buenos Aires. No final de março de 2021, foi noticiado que as gravações haviam concluído com suas últimas cenas em Madrid, Espanha.

### Elenco
Em setembro de 2020, foi revelado que Mike Amigorena seria um dos protagonistas da ficção. Em outubro do mesmo ano, foi confirmado que a atriz espanhola Clara Lago havia entrado no elenco como protagonista e que Esteban Pérez também iria acompanhá-los. Em novembro, foi anunciado que Mex Urtizberea e Andrés Gil fariam parte do elenco em papéis coadjuvantes. Em dezembro, Andrea Frigerio e Enrique Piñeyro se juntaram ao elenco da série e Claudio da Passano declarou em uma entrevista que faria uma participação especial na ficção.